# Президентски избори в Украйна (2004)
На 3 декември 2004 г. Върховният съд на Украйна се произнася по жалбата, внесена от кандидата на опозицията за президент Виктор Юшченко за нарушения във втория кръг на президентските избори.
Върховният съд отменя всички решения на украинската ЦИК за вота на 21 ноември, с които за победител е обявен Виктор Янукович. Централната избирателна комисия на Украйна официално насрочва нови президентски избори за 26 декември 2004 г. Датата за изборите 26 декември се гласува от парламента, а президентът Леонид Кучма подписва указ. Действащият премиер Виктор Янукович обявява, че ще участва в прегласуването.
„Министър-председателят Виктор Янукович ще уважи решението на Върховния съд, макар че е взето под натиска на улицата в противоречие на конституцията. Той смята, че няма друг избор освен отново да се яви на изборите и да спечели.“, заявява говорителката на министър-председателя Ана Герман.